# Франция на летних Олимпийских играх 1924
На летних Олимпийских играх 1924 года Францию представлял 401 спортсмен (373 мужчины, 28 женщин). Они завоевали 13 золотых, 15 серебряных и 10 бронзовых медали, что вывело сборную на 3-е место в неофициальном командном зачёте.

## Медалисты
| Медаль  | Спортсмен | Вид спорта            | Дисциплина                                      |
| ------- | --- | --------------------- | ----------------------------------------------- |
| Золото  | Арман Бланшонне | Велоспорт             | Мужчины, велошоссе, раздельная гонка            |
| Золото  | Арман Бланшонне Рене Амель Жорж Вамбс | Велоспорт             | Мужчины, велошоссе, командная раздельная гонка  |
| Золото  | Люсьен Мишар | Велоспорт             | Мужчины, велотрек, спринт                       |
| Золото  | Люсьен Шури Жан Кюньо | Велоспорт             | Мужчины, тандем                                 |
| Золото  | Люсьен Годен Жорж Бюшар Роже Дюкре Андре Лабатю Робер Лиоттель Александр Липпманн Жорж Тентюрье | Фехтование            | Мужчины, шпага, командное первенство            |
| Золото  | Роже Дюкре | Фехтование            | Мужчины, рапира, личное первенство              |
| Золото  | Люсьен Годен Филипп Катьо Жак Кутро Роже Дюкре Андре Лабатю Анри Жобье Ги де Люж Жозеф Перото | Фехтование            | Мужчины, рапира, командное первенство           |
| Золото  | Альбер Сегин | Спортивная гимнастика | Мужчины, стоящий поперёк конь                   |
| Золото  | Пьер Кокелин де Лисль | Стрельба              | Мужчины, малокалиберная винтовка, 50 м          |
| Золото  | Альбер Деборжье Ноэль Дельберг Робер Десметтр Поль Дюжарден Альбер Майод Анри Паду Жорж Ригаль Жак Эрвуэ Р. Бертран Жан Ласкен Л. Пероль А. Фасани | Водное поло           | Мужчины                                         |
| Золото  | Эдмон Декоттинье | Тяжёлая атлетика      | Мужчины, до 67,5 кг                             |
| Золото  | Шарль Ригуло | Тяжёлая атлетика      | Мужчины, до 82,5 кг                             |
| Золото  | Анри Деглан | Борьба                | Мужчины, греко-римская борьба, свыше 82,5 кг    |
| Серебро | Роже Дюкре | Фехтование            | Мужчины, шпага, личное первенство               |
| Серебро | Филипп Катьо | Фехтование            | Мужчины, рапира, личное первенство              |
| Серебро | Роже Дюкре | Фехтование            | Мужчины, сабля, личное первенство               |
| Серебро | Эжен Кордонье Леон Дельсар Франсуа Ганглофф Жан Гуно Артур Эрманн Альфонс Ижелин Жозеф Юбер Альбер Сегин | Спортивная гимнастика | Мужчины, командное первенство                   |
| Серебро | Альбер Сегин | Спортивная гимнастика | Мужчины, лазание по канату                      |
| Серебро | Жан Гуно | Спортивная гимнастика | Мужчины, стоящий поперёк конь                   |
| Серебро | Франсуа Ганглофф | Спортивная гимнастика | Мужчины, стоящий поперёк конь                   |
| Серебро | Марк Деттон Жан-Пьер Сток | Академическая гребля  | Мужчины, двойки парные                          |
| Серебро | Морис Бутон Жорж Пьо | Академическая гребля  | Мужчины, двойки распашные без рулевого          |
| Серебро | Эжен Констан Луи Грессье Жорж Лекуан Раймон Таллё Эрне Барбероль | Академическая гребля  | Мужчины, четвёрки распашные с рулевым           |
| Серебро | Рене Арау Жан Байяр Луи Беге Андре Беотеги Алекс Биусса Этьен Бонн Адольф Буске Жан Веисс Анри Гало Рауль Го Клеман Дюпон Альбер Дюпуи Жильбер Жерентес Адольф Жореги Эме Кассайе Феликс Лассерр Марсель-Фредерик Любен-Лебрер Этьен Пикираль Жан Эчеберри Ф. Абрахам Марсель Бессон Франсуа Борд Шарль-Антуан Гонне Этьен Кероль Франсуа Клозель Луи Лепате Камиль Монтад Роже Питё Эжен Рибер Эрнест Фрессине | Регби                 | Мужчины                                         |
| Серебро | Поль Коля Альбер Куркен Пьер Харди Георг Роес Эмиль Рюмо | Стрельба              | Мужчины, произвольная винтовка (команды), 600 м |
| Серебро | Жюли Власто | Теннис                | Женщины, одиночный разряд                       |
| Серебро | Анри Коше | Теннис                | Мужчины, одиночный разряд                       |
| Серебро | Жак Брюньон Анри Коше | Теннис                | Мужчины, парный разряд                          |
| Бронза  | Анри Лово Гастон Э Морис Норлан | Лёгкая атлетика       | Мужчины, командный кросс                        |
| Бронза  | Поль Бонтен | Лёгкая атлетика       | Мужчины, 3000 м с препятствиями                 |
| Бронза  | Пьер Левден | Лёгкая атлетика       | Мужчины, прыжки в высоту                        |
| Бронза  | Жан Се | Бокс                  | Мужчины, до 53,5 кг                             |
| Бронза  | Рене Амель | Велоспорт             | Мужчины, велошоссе, раздельная гонка            |
| Бронза  | Жан Кюньо | Велоспорт             | Мужчины, велотрек, спринт                       |
| Бронза  | Ксавье Лесаж | Конный спорт          | Выездка, личное первенство                      |
| Бронза  | Альфонс Ижелин | Спортивная гимнастика | Мужчины, перекладина                            |
| Бронза  | Луи Шарль Бреге Пьер Готье Робер Жирард Андре Герье Жорж Моллар | Парусный спорт        | Класс «8 метров»                                |
| Бронза  | Жан Боротра Рене Лакост | Теннис                | Мужчины, парный разряд                          |

## Результаты соревнований

### Академическая гребля
Соревнования по академической гребле проходили на реке Сена в северо-западном предместье Парижа Аржантёе. В зависимости от дисциплины в финал соревнований попадал либо победитель заезда, либо гребцы, занявшие первые два места. В ряде дисциплин спортсмены, пришедшие на предварительном этапе к финишу вторыми, получали право продолжить борьбу за медали в отборочном заезде. В финале участвовали 4 сильнейших экипажа.
Мужчины
| Соревнование | Спортсмены                 | Первый раунд | Первый раунд | Первый раунд | Отборочный заезд | Отборочный заезд | Финал                | Финал                |
| Соревнование | Спортсмены                 | Заезд        | Время        | Место        | Время            | Место            | Время                | Место                |
| ------------ | -------------------------- | ------------ | ------------ | ------------ | ---------------- | ---------------- | -------------------- | -------------------- |
| одиночки     | Марк Деттон                | 1            | 7:19,2       | 2            | DNF              | 3                | завершил выступление | завершил выступление |
| двойки       | Морис Монне-Бутон Жорж Пьо | 1            | 9:42,2       | 1 Q          | не участвовали   | не участвовали   | 8:21,6               | 2                    |

### Бокс
| Спортсмен      | Категория     | 1/16                   | 1/8                    | Четвертьфиналы       | Полуфиналы           | Финал                | Место |
| Спортсмен      | Категория     | Соперник Результат     | Соперник Результат     | Соперник Результат   | Соперник Результат   | Соперник Результат   | Место |
| -------------- | ------------- | ---------------------- | ---------------------- | -------------------- | -------------------- | -------------------- | ----- |
| Ивон Треведик  | до 50,8 кг    | Л. Деблезер (BEL) В    | О. Бергстрём (SWE) П   | Закончил выступление | Закончил выступление | Закончил выступление | 9     |
| Жорж Гурди     | до 50,8 кг    | Не участвовал          | Р. Кастелленги (ITA) П | Закончил выступление | Закончил выступление | Закончил выступление | 9     |
| Жан Се         | до 53,5 кг    | Д. Бернаскони (ITA) В  | Ф. Сибиль (BEL) В      | А. Барбер (GBR) В    | У. Смит (RSA) П      | О. Андрен (SWE) В    | 3     |
| Жак Лемутон    | до 53,5 кг    | Не участвовал          | Х. Пастор (ESP) В      | У. Смит (RSA) П      | Закончил выступление | Закончил выступление | 5     |
| Марсель Депон  | до 57,2 кг    | Э. Юстис (RSA) В       | М. Сморис (URU) В      | П. Квартуччи (ARG) П | Закончил выступление | Закончил выступление | 5     |
| Анри Штукман   | до 57,2 кг    | П. Квартуччи (ARG) П   | Закончил выступление   | Закончил выступление | Закончил выступление | Закончил выступление | 17    |
| Жан Толе       | до 61,2 кг    | Ч. Перди (NZL) В       | Х. С. Николари (URU) В | Д. Беланд (RSA) В    | А. Копельо (ARG) П   | Ф. Бойлштейн (USA) П | 4     |
| Ришар Савиньяк | до 61,2 кг    | Ф. Де Петрилло (ITA) В | Х. Я. Нильсен (DEN) П  | Закончил выступление | Закончил выступление | Закончил выступление | 9     |
| Жорж Дуссо     | до 66,7 кг    | Эл Мелло (USA) П       | Закончил выступление   | Закончил выступление | Закончил выступление | Закончил выступление | 17    |
| Рене Дюбуа     | до 66,7 кг    | П. О’Ханрахан (GBR) П  | Закончил выступление   | Закончил выступление | Закончил выступление | Закончил выступление | 17    |
| Даниэль Дане   | до 72,6 кг    | Э. Бонфильи (FRA) В    | Ж. ван Хален (BEL) В   | Ж.-Ж. Беккен (BEL) П | Закончил выступление | Закончил выступление | 5     |
| Роже Бруссэ    | до 72,6 кг    | Не участвовал          | М. Гальярдо (ARG) В    | Г. Маллин (GBR) П    | Закончил выступление | Закончил выступление | 5     |
| Жорж Россиньон | до 79,4 кг    | Л. Корреа (CHI) В      | А. Грилло (ITA) В      | Х. Митчелл (GBR) П   | Закончил выступление | Закончил выступление | 5     |
| Робер Фоке     | до 79,4 кг    | Не участвовал          | Х. Митчелл (GBR) П     | Закончил выступление | Закончил выступление | Закончил выступление | 9     |
| Жорж Галина    | свыше 79,4 кг | Не участвовал          | Э. Гритхаус (USA) П    | Закончил выступление | Закончил выступление | Закончил выступление | 9     |
| Шарль Пегийан  | свыше 79,4 кг | Не участвовал          | А. Порсио (ARG) П      | Закончил выступление | Закончил выступление | Закончил выступление | 9     |